# Brigadeführer

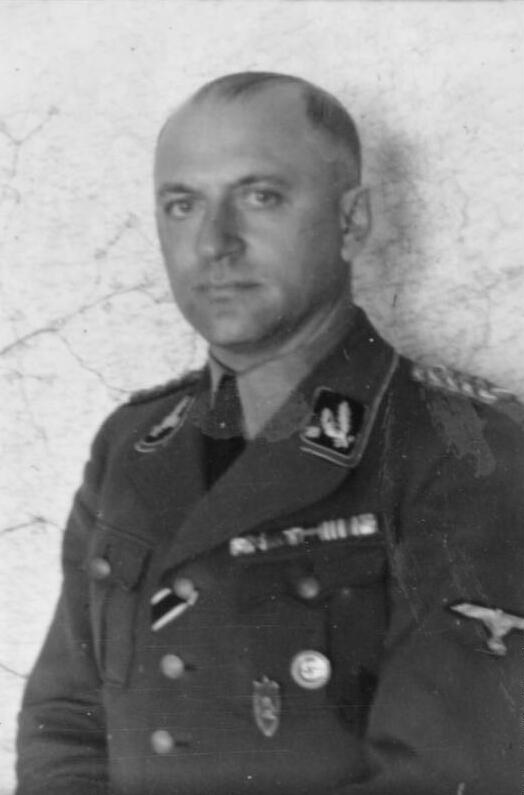
Brigadeführer Heinz Jost (1904–1964). Jost bär den äldre typen av kragspeglar.

Brigadeführer var en grad inom Nazitysklands paramilitära organisation SS, motsvarande generalmajor inom armén. De högre graderna var Gruppenführer, Obergruppenführer, Oberstgruppenführer och den unika Reichsführer-SS.
Kragspegeln för Brigadeführer var från början två eklöv och en silverknapp. Detta ändrades i april 1942 till tre eklöv, då graden Oberstgruppenführer infördes.

## SS-Brigadeführer i urval
- Oskar Dirlewanger
- Max Henze
- Heinz Jost
- Hans Kehrl
- Franz Kutschera
- Kurt Meyer
- Wilhelm Mohnke
- Erich Naumann
- Otto Rasch
- Anton Reinthaller
- Hinrich Schuldt
- Erwin Schulz
- Walter Stahlecker
- Jürgen Wagner
- Paul Worm
- Johann-Erasmus von Malsen-Ponickau
- Julius Schreck
- Ernst Leyser
- Christoph Diehm
- Paul Otto Geibel
- Hermann Franz
- Günther Merk
- Hans Schwedler
- Karl Eberhard Schöngarth
- Hermann von Schade
- Willi Brandner
- Fritz Witt
- Theobald Thier
- Anton Vogler
- Karl von Oberkamp

## Gradbeteckningar för Brigadeführer i Waffen-SS

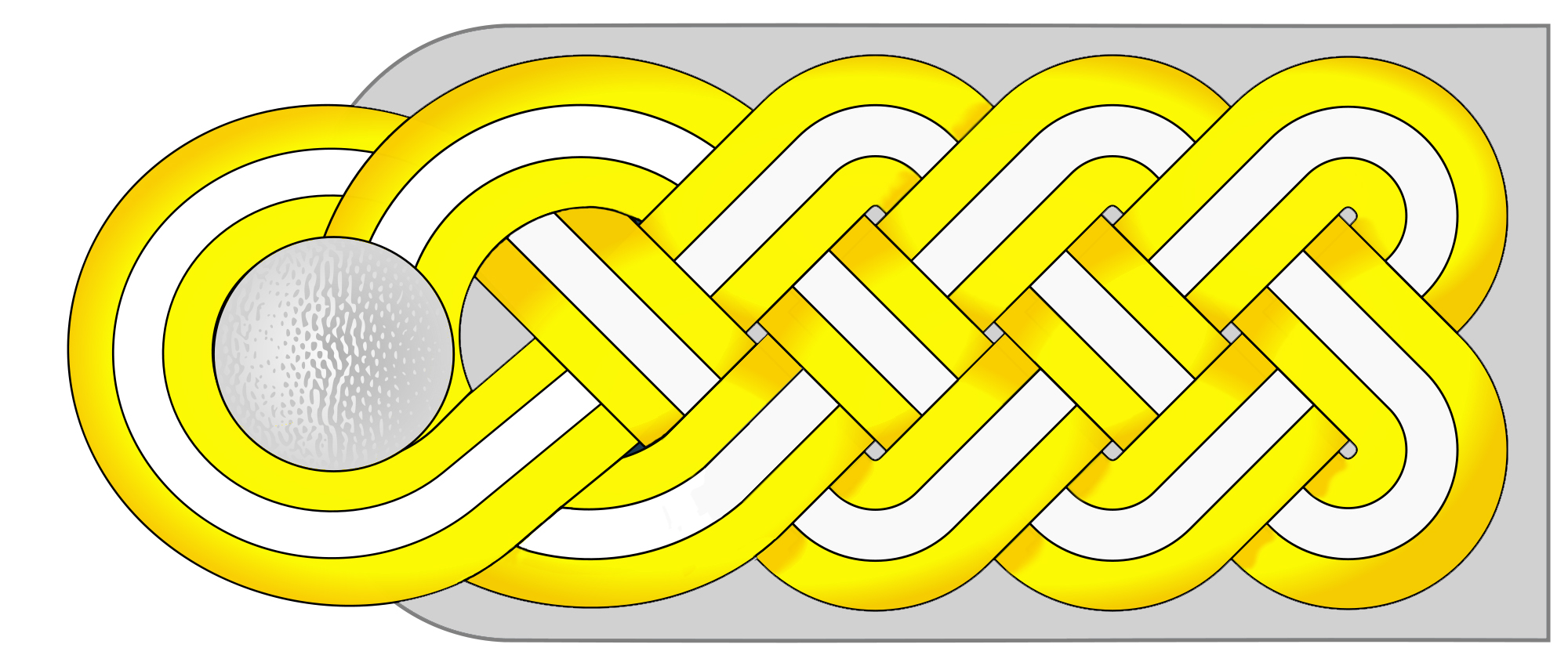
Axelklaff
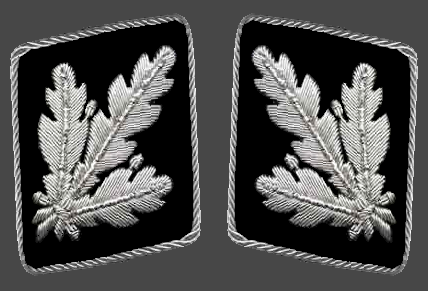
Kragspeglar
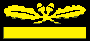
Kamouflage
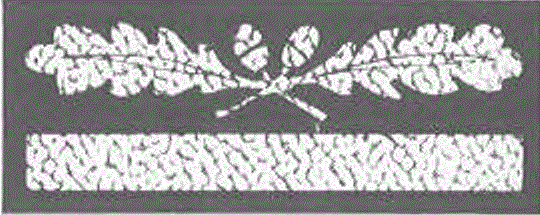
Kamouflage
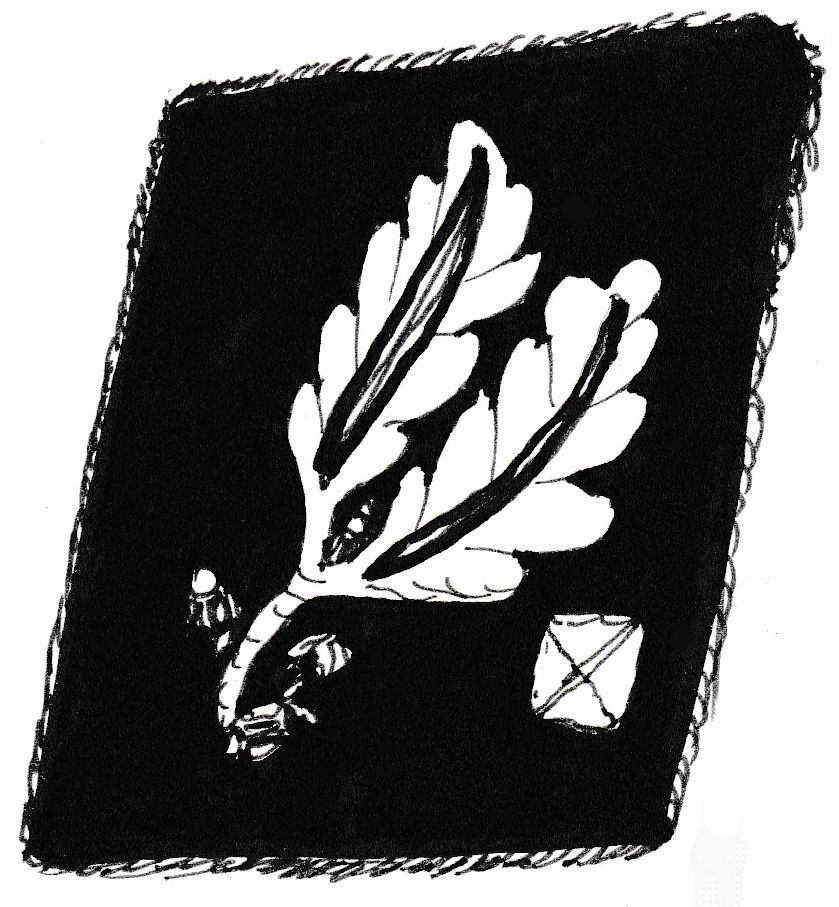
Kragspegelns utseende före 1942: två eklöv och en silverknapp